# Hoplia cyanosignata
Hoplia cyanosignata är en skalbaggsart som beskrevs av Miyake 1994. Hoplia cyanosignata ingår i släktet Hoplia och familjen Melolonthidae. Inga underarter finns listade i Catalogue of Life.